# Супермото

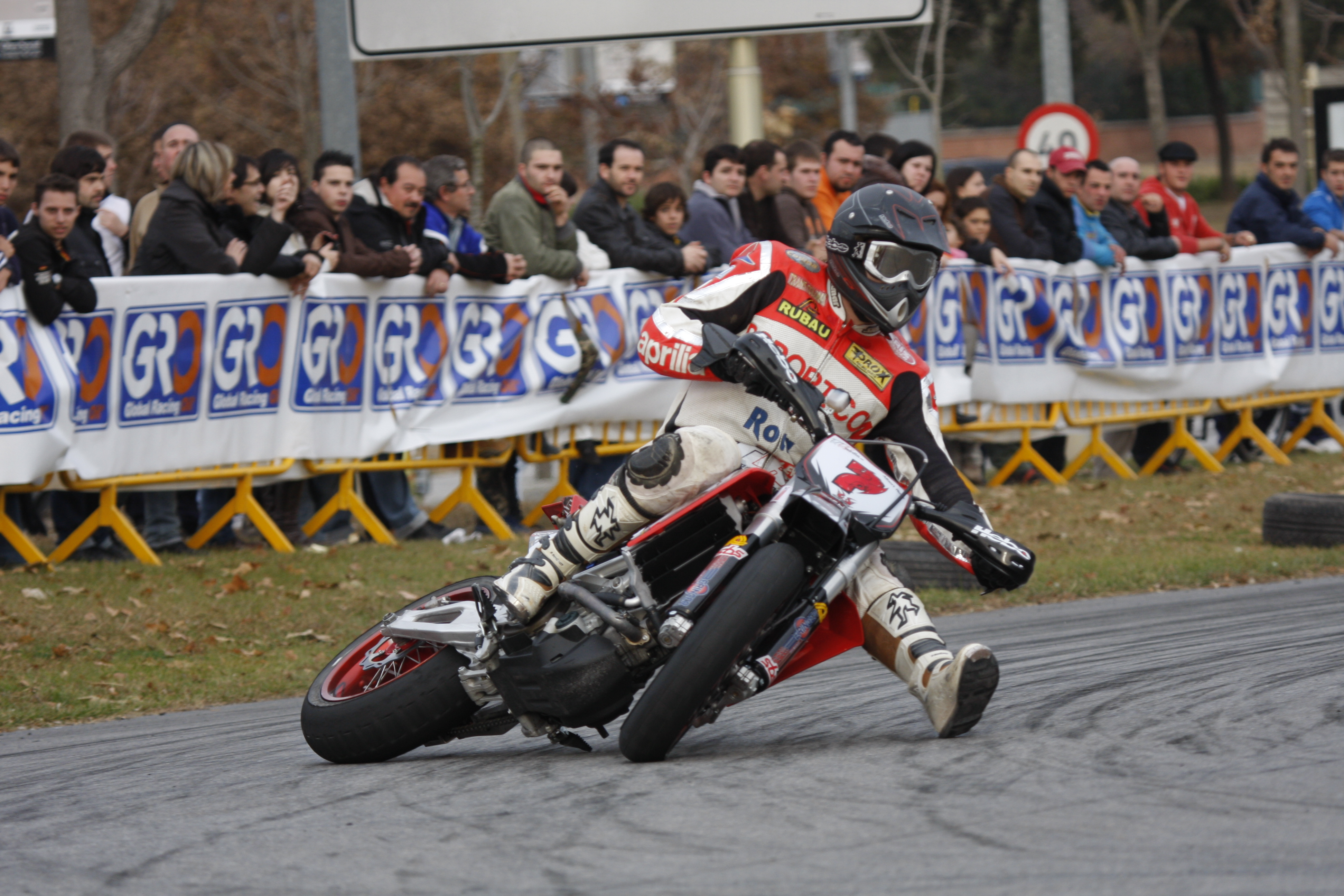
Кільцеві змагання з супермото)

Супермото (англ. Supermoto) або Супермотард (англ. Supermotard)  один з наймолодших видів мотоспорту, з'явився в Європі у 1985 році. Спочатку так називали спеціальний тип мотоциклів для гонок на невеликих кільцевих трасах, тепер так само називають і змагання на таких мотоциклах. Траса для змагань на супермото має як асфальтовані частини, як для шосейно-кільцевих гонок, так і частини з ґрунтовим покриття схожими до трас для мотокросу. Мотоцикли для супермото створюються на основі мотокросових мотоциклів, проте з дорожніми шинами. Останнім часом спостерігається тенденція робити мотоцикли супермото на основі потужних супербайків. Зі здобуттям популярності виду змагань, та широкої цікавості до самого класу мотоциклів, почали з'являтись і серійні зразки даного класу мотоциклів. Основними світовими виробниками класу супермото є KTM, Yamaha, Husqvarna, Suzuki. Супермото як окремий вид був придуманий Гавіном Тріппе (англ. Gavin Trippe) в 1979 році як сегмент телевізійного шоу Wide World of Sports. Це було щось на зразок спільної гри, в якій кращі гонщики з трьох окремих категорій мотогонок, зможуть тимчасово відійти від свого звичного типу змагань, щоб зібратись разом і позмагатись за звання кращого серед гонщиків. На сьогоднішній день, супермото це окремий клас кільцевих мотоперегонів. Також даний клас набув широкого поширення і в дорожньому використанні, як особистий засіб пересування дорогами загального користування, що призвело до масового виробництва мотоциклів саме з метою особистого використання. 
Гонки, як правило проводяться на перемінні місцевості, де 50-75% займає асфальтне покриття, а решта є позашляховим. Частини асфальтного покриття відповідають шосейно кільцевим гонкам, де відмічається висока якісь дорожнього полотна, в свою чергу позашляхова частина траси складається, як правило, складається з глини і бруду, утворюючи перешкоди у вигляді насипів і крутих поворотів. Також гонки можуть проходити і в міських умовах, та відкритих позашляхових ділянках.

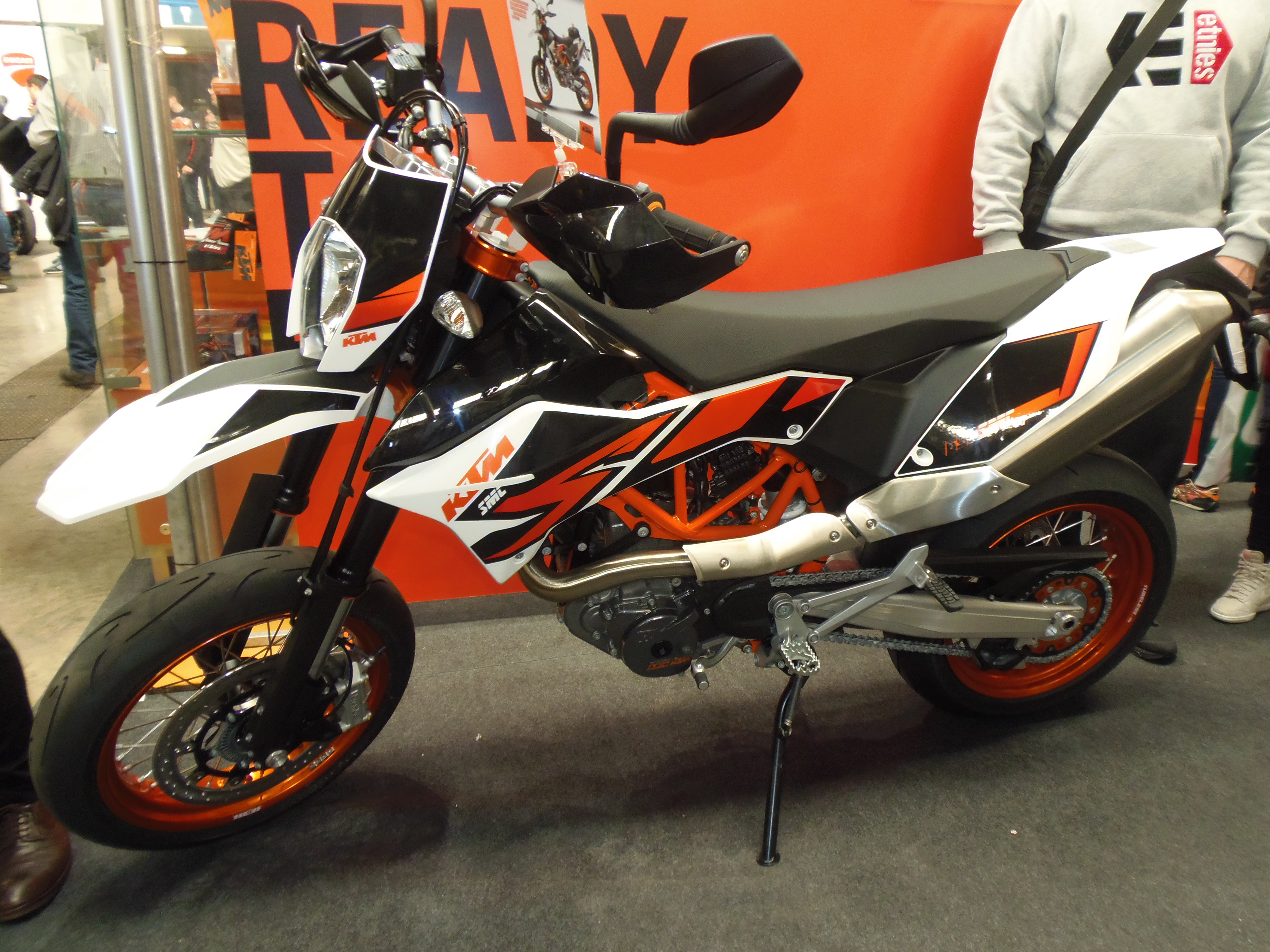
Серійний KTM 690 SMC R)

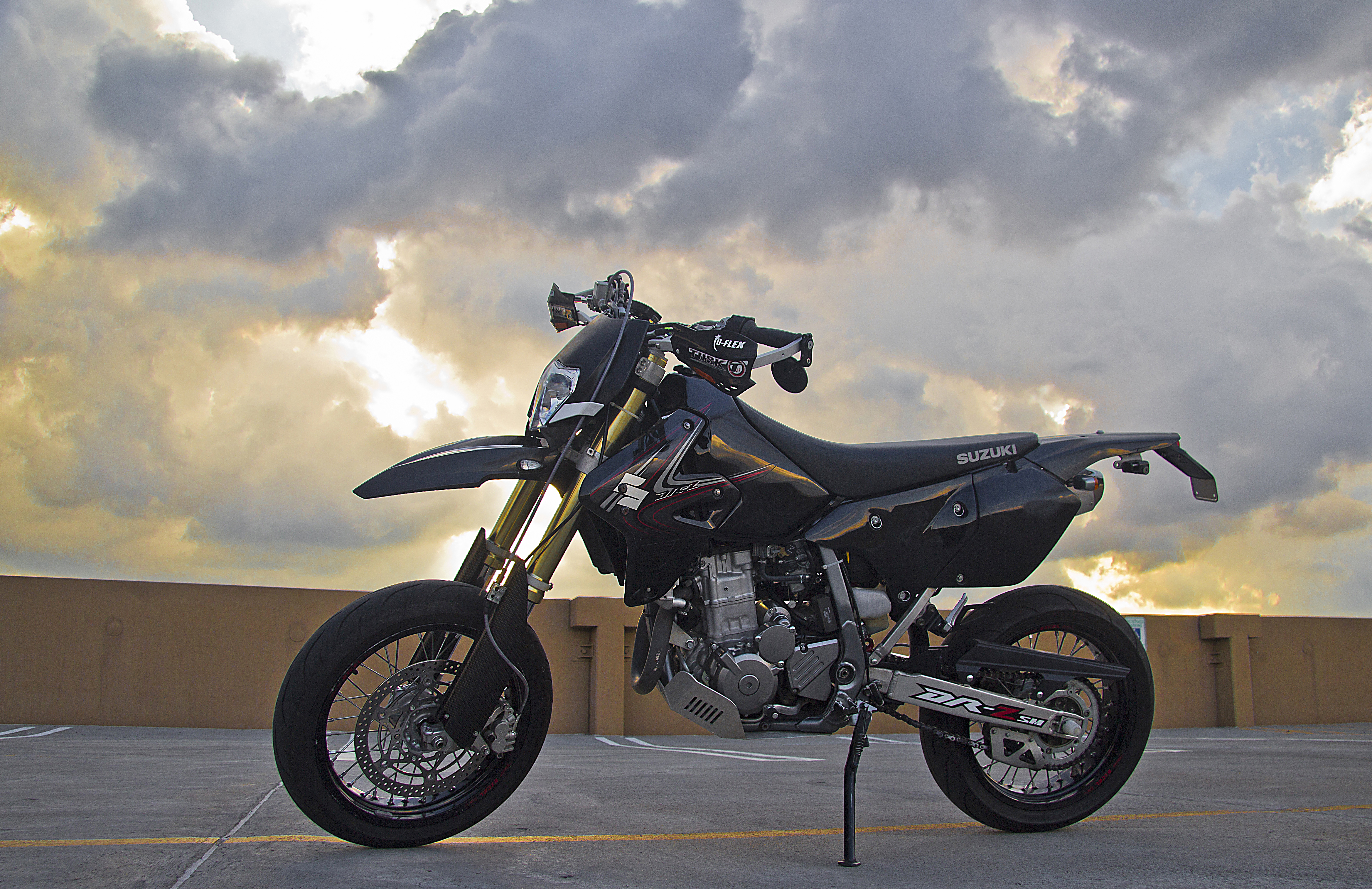
Дорожній варіант Suzuki DRZ-400SM 2007 року супермото

## Історія
Клас Супермото починає свою історію в 1970-х, коли на американські екрани вийшло шоу Wide World of Sports. В 1979 ABC запустила телевізійну програму "Супербайк" (англ. Superbikers), створену журналістом і мотоциклістом Гавіном Тріппе (англ. Gavin Trippe). Основна суть програми було в тому, щоб знайти найкращого мотогонщика, зіштовхнувши на одні доріжці в однакових умовах гонщиків з різних трьох класів мото змагань, шосейні гонки, мотокрос, та дорожні мотогонки. В той час захід "Супербайк" проходив щорічно у Carlsbad Raceway в Південні Каліфорнії. Організатори змагань мали на меті залучити найкращих гонщиків з усіх трьох типів мото перегонів. В гонках брали участь світові та національні чемпіони, такі як Кенні Робертс та Джеф Уорд. Які відповідно представляли свої види гонок: мотокрос та дорожня гонка. Змагання швидко здобули великий успіх та створили конкуренцію іншим мотоперегонам. У 1985 році ABC був вимушений відмінити проведення щорічних змагань у США. Однак європейські мотогонщики, які брали участь у американських перегонах, організували їх на Європі, де швидко здобули популярність, зокрема у таких країнах як Франція та Німеччина.
У 2000 роках віжбулося відновлення змагань у Сполучених Штатах Америки, з відкриттям чемпіонату AMA Supermoto в 2003 році та з подією в X Games в 2004 році. Обидва змагання були скасовані після сезону 2009 року.

## Супермото в Україні
Першим офіційним чемпіонатом з перегонів супермото можна вважати "Чемпіонат України з Супермото" який вперше було проведено 23 та 24 травня в Полтаві. Участь у змагання взяли більше сорока спортсменів з усієї України. Змагання відбулися на Спортивно-технічному комплексі "Лтава". Організатором змагань виступили Федерація мотоспорту України, та СТК "Лтава".